# Джугели, Валентин Константинович
Валериан (Валико) Антимозович Джугели (груз. ვალიკო ანთიმოზის ძე ჯუღელი, 1 января 1887, Тифлис — 30 августа 1924, Грузия) — грузинский политический и военный деятель, член Учредительного собрания Грузии. Командующий Национальной гвардии Грузии.

## Биография
Учился в Кутаисской классической гимназии. Участвовал в работе социал-демократических кружков, в демонстрациях 1904—1905 годов.
В 1912 году окончил Сухумскую гимназию и продолжил обучение в Петербургском университете. В студенческие годы работал в большевистской фракции Российской социал-демократической партии. Летом 1916 года был арестован в Тифлисе и заключен в тюрьму Метехи. После февральской революции 1917 года примыкал к меньшевистской фракции. Член Исполнительного комитета Совета рабочих и солдатских депутатов Тифлиса и Национального совета Грузии, с 1918 года член Закавказского сейма и парламента Грузии. С декабря 1917 года руководил формированием грузинской Красной гвардии (с июня 1918 года — Народной гвардии). 12 декабря 1917 года (по новому стилю) гвардейцы захватили тифлисский арсенал и разоружили там российских ополченцев.
После провозглашения независимости Грузии избран членом Генерального штаба Народной гвардии. Номинальным главой штаба была Ной Жордания, но на практике Народную гвардию возглавлял Валико Джугели. Он лично подал пример своим товарищам в ходе военных действий, участвовал во всех военных конфликтах во время Первой республики, в Осетии, в Абхазии, под Сочи. О нём российский военный атташе П. Ситтин писал в секретном отчёте:
«Человек с большими данными, очень целеустремленный. У него большая личная смелость, смелость и мужество. Честно говоря, я предпочитаю быть в деревне первым, а не в городе — вторым. Известный своей военной работой практически благодаря своей храбрости, он великолепный белый».
В 1919 году был избран членом Учредительного собрания Грузии по списку Социал-демократической партии Грузии, член военной комиссии. Во время советизации Грузии в 1921 году легко ранен в битве при Осиаури (4-6 марта).
Опубликовал свои мемуары — Дневник («Тяжелый крест», Тифлис, 1920).
В марте 1921 года покинул Грузию вместе с правительством Демократической республики Грузия. Включился в антисоветскую борьбу. В 1922 году вместе с другими военными разработал и представил правительству республики план вооруженного восстания в Грузии.
В 1923—1924 годах прошёл обучение в 35-м пехотном полку Французской Республики.
В 1924 году нелегально вернулся в Грузию. Сначала жил в Гурии, затем переехал в Тифлис, вошёл в военную комиссию Комитета независимости и возглавил подготовку восстания. 6 августа 1924 года был арестован грузинской «ЧК». После того как ему предъявили разработанный им секретный план восстания, убежденный в неизбежном его поражении, попытался покончить жизнь самоубийством. Потребовал встречи со своими соратниками, чтобы остановить восстание, также опубликовал в газете «Коммунист» призыв отменить восстание.
Расстрелян после начала восстания